# Oligotrophe
 (mars 2017).
Si vous disposez d'ouvrages ou d'articles de référence ou si vous connaissez des sites web de qualité traitant du thème abordé ici, merci de compléter l'article en donnant les références utiles à sa vérifiabilité et en les liant à la section « Notes et références ».

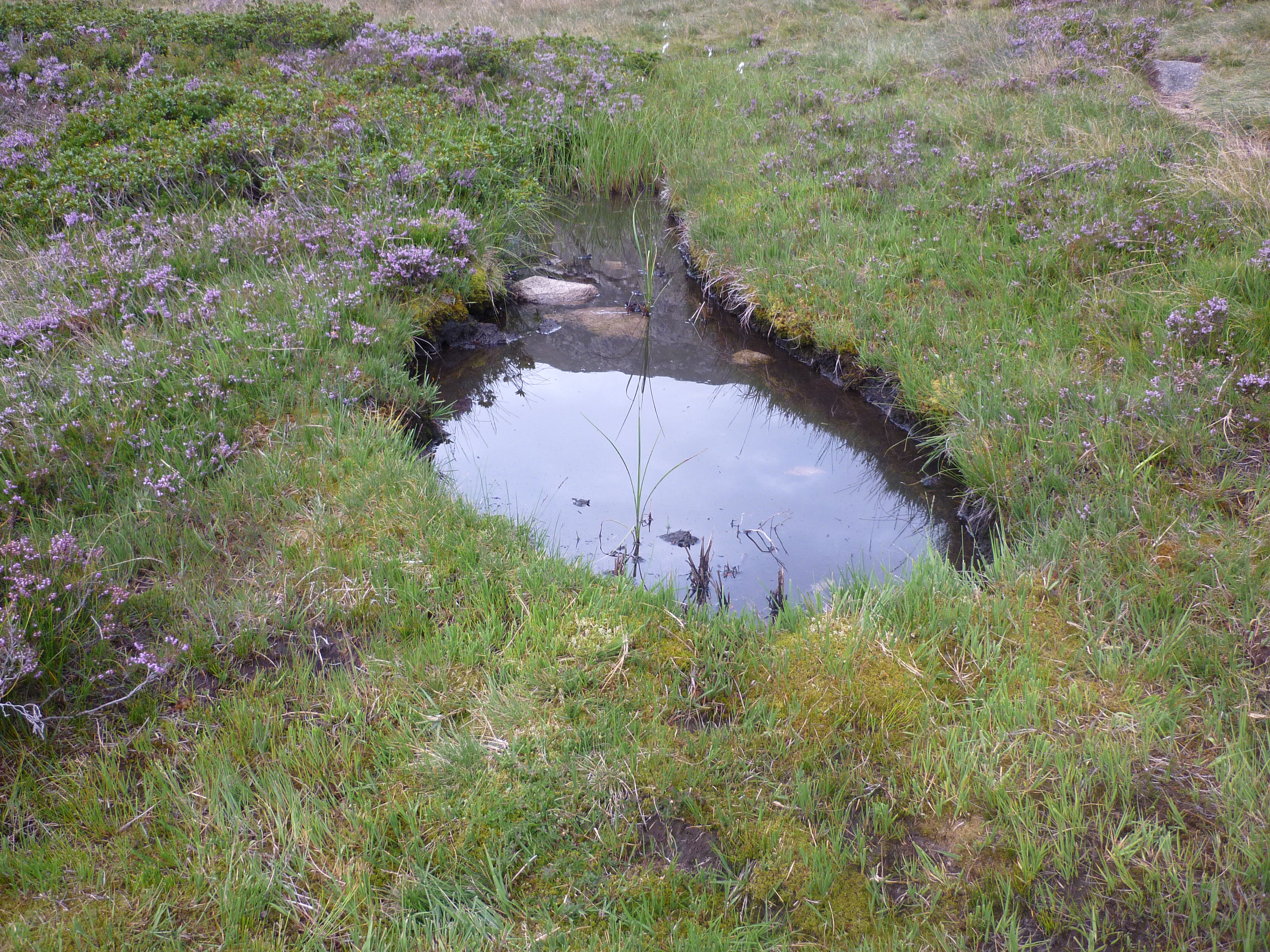
Les tourbières à sphaignes sont des milieux oligotrophes (ici dans le département français de l'Ariège).

Un milieu oligotrophe (du grec oligo, « peu », et trophein, « nourrir »), est le contraire d'un milieu eutrophe. C'est un milieu particulièrement pauvre en éléments nutritifs. Quand le milieu est moyennement riche en nutriments, il est dit mésotrophe.
L'oligotrophisation désigne le processus d'appauvrissement progressif d'un milieu en éléments nutritifs.
Les milieux oligotrophes sont souvent aquatiques : eaux douces (zones humides, mares, lac, fossé…), ou eaux saumâtres ou salées (eaux marines chaudes éloignées des récifs coralliens et des continents en zone tropicale). La notion recouvre aussi des milieux terrestres, tels que landes, tourbières, régions arides ou autres espaces particulièrement pauvres en nutriments.
Ces milieux abritent souvent des espèces rares ou particulières (plantes carnivores, organismes à croissance et métabolisme lent, picoplancton). Les eaux douces oligotrophes sont souvent acides, faute d'ions calcium.

## Menaces
Ces milieux sont de plus en plus rares à cause de l'augmentation planétaire des rejets industriels, urbains ou agricoles riches en engrais (nitrates, ammonium), la présence de polyphosphates dans les lessives font de l'eutrophisation un processus fréquent, atteignant même les zones océaniques (zone morte), où sont régulièrement constatés des blooms d'algues toxiques sur des zones autrefois oligotrophes.
Même la pluie contient des nitrates d'origine agricole, naturelle ou urbaine, ce qui explique que des zones oligotrophes isolées puissent s'enrichir sans sources locales de pollution, y compris en pleine forêt.
Oligotrophe est donc souvent synonyme de non-pollution, mais une eau oligotrophe peut aussi contenir des polluants chimiques (pesticides, métaux, solvants…) ou physiques (chaleur, radionucléides, etc.).
La pêche dans ces milieux normalement pauvres en poissons (et dans ce cas réempoissonnés) est une cause d'eutrophisation lorsque les réempoissonnements sont excessifs et que des boules d'amorce sont jetées dans des étangs fermés, canaux ou cours d'eau à courant lent.
Les milieux les plus oligotrophes du monde sont les lacs d'altitude, les zones humides perchées sur sol argileux. Leurs eaux sont généralement limpides.

## Recherche
Un programme scientifique (PICOFUNPAC) étudie depuis 2006 la diversité fonctionnelle du picoplancton photosynthétique de la région marine la plus oligotrophe de l'Océan mondial (Pacifique Sud-Est). 
Le lagunage naturel et des techniques de génie écologique et gestion différentiée (fauche ou faucardage avec exportation), permettent de rendre des eaux moins eutrophes.